# 히라타정 (기후현)
히라타정(일본어: 平田町)은 일본 기후현 가이즈군에 설치되었던 정이다. 
2005년 3월 28일, 가이즈정, 난노정과 합병해 가이즈시가 성립해 히라타정은 폐지되었다.

## 역사
- 1955년 2월 1일 - 가이사이촌과 이마오정의 일부가 합병해 히라타정이 되었다.
- 2005년 3월 28일 - 가이즈정, 난노정과 합병해 가이즈시가 성립하였다. 동일 히라타정은 폐지되었다.

## 교통

### 도로
- 기후현도 제213호선 요로히라타 선
- 기후현도 제219호선 야스하치히라타 선
- 기후현도 제220호선 야스하치카이즈 선
- 기후현도 제222호선 나루토히라타 선
- 기후현도 제232호선 이마오오가키 선

## 참고 문헌
- 角川日本地名大辞典編纂委員会,『角川日本地名大辞典 21 岐阜県』1980, 角川書店